# Kolláth Anna
Kolláth Anna (Rum, 1954. október 18. –) magyar-szlovén nyelvész.

## Életpályája
1961–1969 között szülővárosában végezte el az általános iskolát. 1969–1973 között a Kanizsai Dorottya Gimnáziumba járt. 1973–1978 között a Kossuth Lajos Tudományegyetem Bölcsészettudományi Karán tanult; magyar-német szakos középiskolai tanári diplomát szerzett. 1978–1982 között középiskolai tanár volt a Kanizsai Dorottya Gimnáziumban. 1982–1993 között a szombathelyi Berzsenyi Dániel Tanárképző Főiskola Magyar Nyelvészeti Tanszékén tanársegéd, adjunktus majd docens volt. 1990-ben az Eötvös Loránd Tudományegyetemen egyetemi doktori fokozatot szerzett. 1993–2006 között a Maribori Egyetem Pedagógiai Kar Magyar Nyelv és Irodalom Tanszékén dolgozott; 1993–1998 között magyar nyelvi lektor, 1998-tól habilitált egyetemi docens. 1997-ben PhD-fokozatot szerzett. 2004–2015 között vezette a Magyar Nyelv és Irodalom Tanszéket. 2006-tól a Maribori Egyetem Bölcsészettudományi Kar Magyar Nyelv és Irodalom Tanszék habilitált egyetemi docense. 2008-tól rendkívüli egyetemi tanár. 2012 óta tagja a Maribori Egyetem Bölcsészettudományi Kara kutatócsoportjának. 2013-tól egyetemi tanár. 2017-ig tagja volt a Magyar Tudományosság Külföldön Elnöki Bizottságának. 

## Művei
- A magyar nyelv jelene és jövője Szlovéniában. Magyarul a Muravidéken (2005)
- Akkor hogyan is beszélünk? (2007)
- Két nyelv és oktatás (2009)
- A muravidéki kétnyelvű oktatás fél évszázada (2009)
- Szépbe szőtt hit: Köszöntő könyv Varga József tiszteletére (2010)
- Kihívások és megoldások: gondolatok a szlovéniai Muravidék kétnyelvű oktatásáról (2011)
- 30 éves a Maribori Egyetem Magyar Nyelv és Irodalom Tanszéke (2012)
- A szlovéniai magyar nyelv a többnyelvűség kontextusában (2012)

## Díjai
- Csűry Bálint-díj (1996)
- Arany János-érem (2016)
- A Magyar Érdemrend lovagkeresztje (2019)